# Kaap Enniberg
Kaap Enniberg is het noordelijkste punt van de Faeröer, gelegen op het eiland Viðoy. Met een hoogte van 754 meter boven de zeespiegel is het de hoogste verticale klif in Europa.
Ook via de landzijde kunnen enkel ervaren bergbeklimmers vergezeld van een gids deze klip beklimmen. Net zoals in de rest van de Faeröer kan er plots mist optreden en er een hele tijd blijven hangen.
Aan de zuidkant van de ongeveer 844 meter hoge berg Villingadalsfjall, ligt het pittoreske dorpje Viðareiði.
Tijdens de zomerperiode worden er boottochtjes georganiseerd naar Kaap Enniberg. De toeristen komen niet enkel en alleen om de imposante klippen te bekijken maar ook om een van de grootste vogelkolonie's van de eilandengroep te observeren.